# Рододендрон равновысокий
Рододе́ндрон равновысокий (лат. Rhododéndron fastigiatum) — вечнозелёный кустарничек, вид подсекции Lapponica, секции Rhododendron, подрода Rhododendron, рода Рододендрон (Rhododendron), семейства Вересковые (Ericaceae).
Китайское название: 密枝杜鹃 (mi zhi du juan).
Используется в качестве декоративного садового растения.

## Распространение и экология
Китай, провинция Юньнань. Растёт в горах, на высотах 3000—4500 м над уровнем моря, в основном в сосновых лесах, среди зарослей рододендронов, на альпийских вересковых пустошах, на скалистых склонах и осыпях.

## Ботаническое описание
Вечнозеленый кустарничек высотой 0.5—1 (—1.5 ) метра. Крона густая, широкая. Кора бурая. Побеги прямостоячие, покрыты чешуйками.
Листья (0.45—) 0.7—1.4 (—1.6) × (0.28—) 0.3—0.6 (—0.9) см, эллиптически-ланцетовидные, с обеих сторон сильно чешуйчатые, с нижней стороны чешуи красноватые, расположенные сравнительно далеко друг от друга, особенно у старых листьев. Черешок чешуйчатый 1—2 (—3 ) мм.
Цветки по 1—5, блестящие, пурпурно-фиолетовые, длиной около 1,5 см. Раскрываются в мае-июне после развития молодых листьев. Аромат отсутствует. Цветоножка очень короткая, 0,2—2 см, чешуйчатая. Венчик снаружи голый, 1—1,5 ( —1,8 ) см , трубка 3—6,5 (—8) мм. Чашечка снаружи покрыта чешуйками и мягкими волосками. Тычинок около 10, нити у основания опушённые. Столбик голый.
Плоды - коробочки, созревают в октябре. Длина семян около 0,96 мм, ширина около 0,33 мм.

## В культуре
В культуре известен с 1911 года. Зацветает на второй-третий год после высева. Часто путают с рододендроном плотным Rhododendron impeditum. Растет крайне медленно, годичный прирост не более 1 см. В культуре живет более 30 лет. Светолюбив. Почвы предпочитает кислые или слабокислые, влажные. В средней полосе России вполне зимостоек, но молодые растения рекомендуется укрывать. В любительском садоводстве пригоден для высаживания небольшими группами на альпийских горках.
В ГБС с 1965 года. Высота 30 см, диаметр кроны 40 см. Цветёт с середины мая второй половины июня, около 36 дней. Всхожесть семян 92%. Укореняется 64% черенков при обработке стимуляторами корнеобразования. В условиях Нижегородской области хорошо зимует под снегом.
Выдерживает понижения температуры до −26 °С.